# Jærbanen

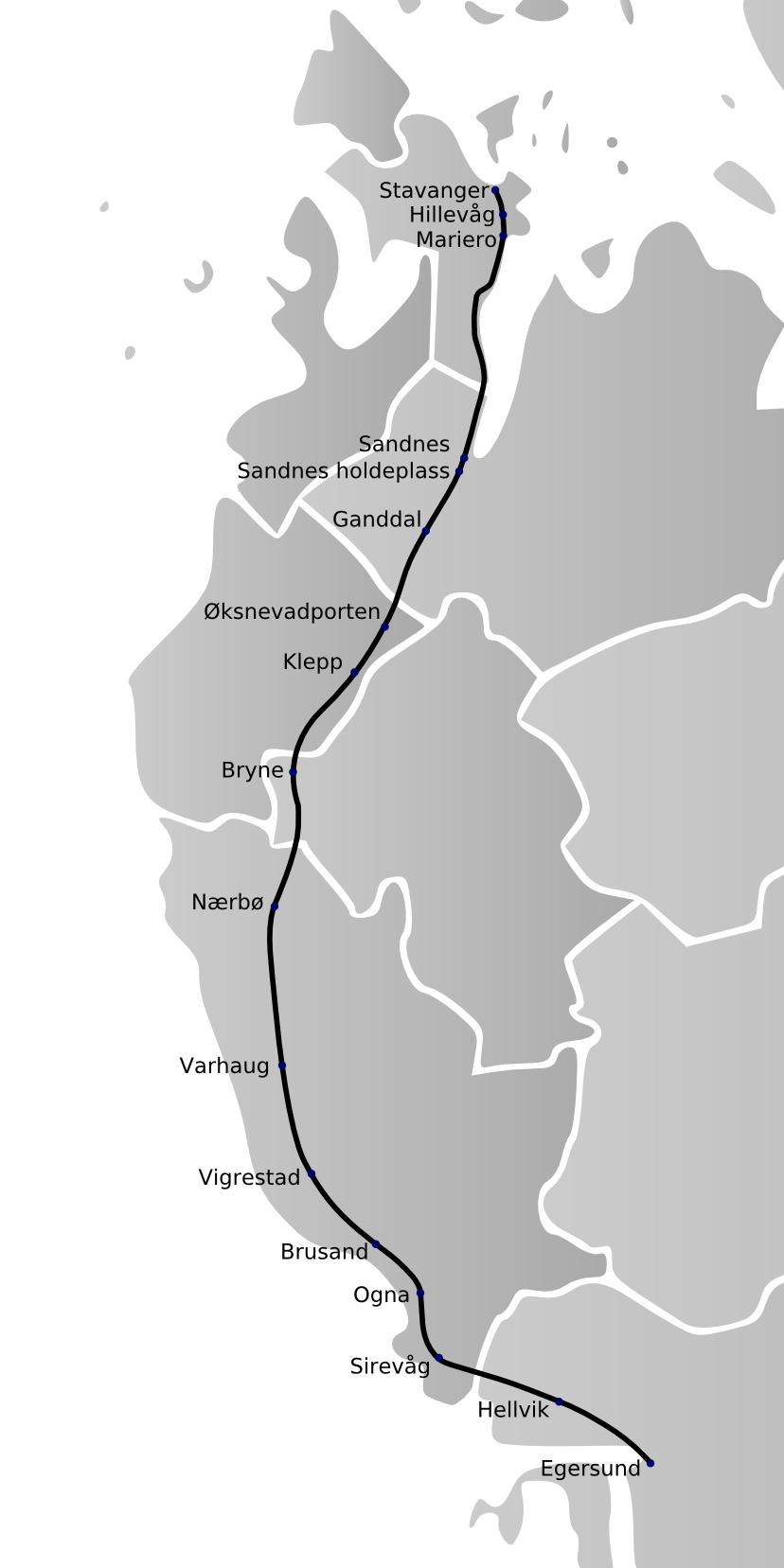
Schemat linii

Jærbanen - linia kolei aglomeracyjnej między Stavanger a Egersund w Norwegii.

## Linia
Linia jest częścią większej linii tzw. Sørlandsbanen i jest zelektryfikowana. Długość linii wynosi 74,71 km. Jedynie część linii między Stavanger a Sandnes jest dwutorowa. W Sandnes jest odnoga do terminalu towarowego.

## Historia
Linia została otwarta w roku 1878 jako wąskotorowa o rozstawie szyn 1067 mm. Przejście na system normalnotorowy nastąpiło w roku 1944, a linię zelektryfikowano w roku 1956. Z powodu dużego ruchu pasażerskiego w latach 2006-2009 dobudowano drugi tor na odcinku Stavanger - Sandnes.

## Ruch pasażerski
Od roku 2009, kiedy linię wyremontowano i przebudowano, częstotliwość pociągów do Sandnes wzrosła do czterech na godzinę.
Przystanki na linii (wytłuszczone są punkty przesiadkowe na linie dalekobieżne):
- Stavanger
- Paradis
- Mariero
- Jåttåvågen
- Gausel
- Sandnes sentrum
- Ganddal
- Øksnavadporten
- Klepp
- Bryne
- Nærbø (stacja końcowa części pociągów)
- Varhaug
- Vigrestad
- Brusand
- Ogna
- Sirevåg
- Hellvik
- Egersund